# Aartsbisdom Campobasso-Boiano
Het aartsbisdom Campobasso-Boiano (Latijn: Archidioecesis Campobassensis-Boianensis, Italiaans: Arcidiocesi di Campobasso-Boiano) is een in Italië gelegen rooms-katholiek aartsbisdom met zetel in de stad Campobasso. De aartsbisschop van Campobasso-Boiano is metropoliet van de kerkprovincie Campobasso-Boiano waartoe ook de volgende suffragane bisdommen behoren:
- Bisdom Isernia-Venafro
- Bisdom Termoli-Larino
- Bisdom Trivento

## Geschiedenis
Het bisdom Boiano werd gesticht in de 11e eeuw. Het was toen suffragaan aan het aartsbisdom Benevento. op 29 juni 1927 werd de naam van het bisdom veranderd in Boiano-Campobasso. Op 11 februari 1973 werd het bisdom verheven tot aartsbisdom met drie suffragaanbisdommen. Op 27 februari 1982 werd de bisschopszetel verplaatst naar Campobasso, waarna ook de naam van het aartsbisdom werd omgedraaid tot Campobasso-Boiano.

## Bisschoppen

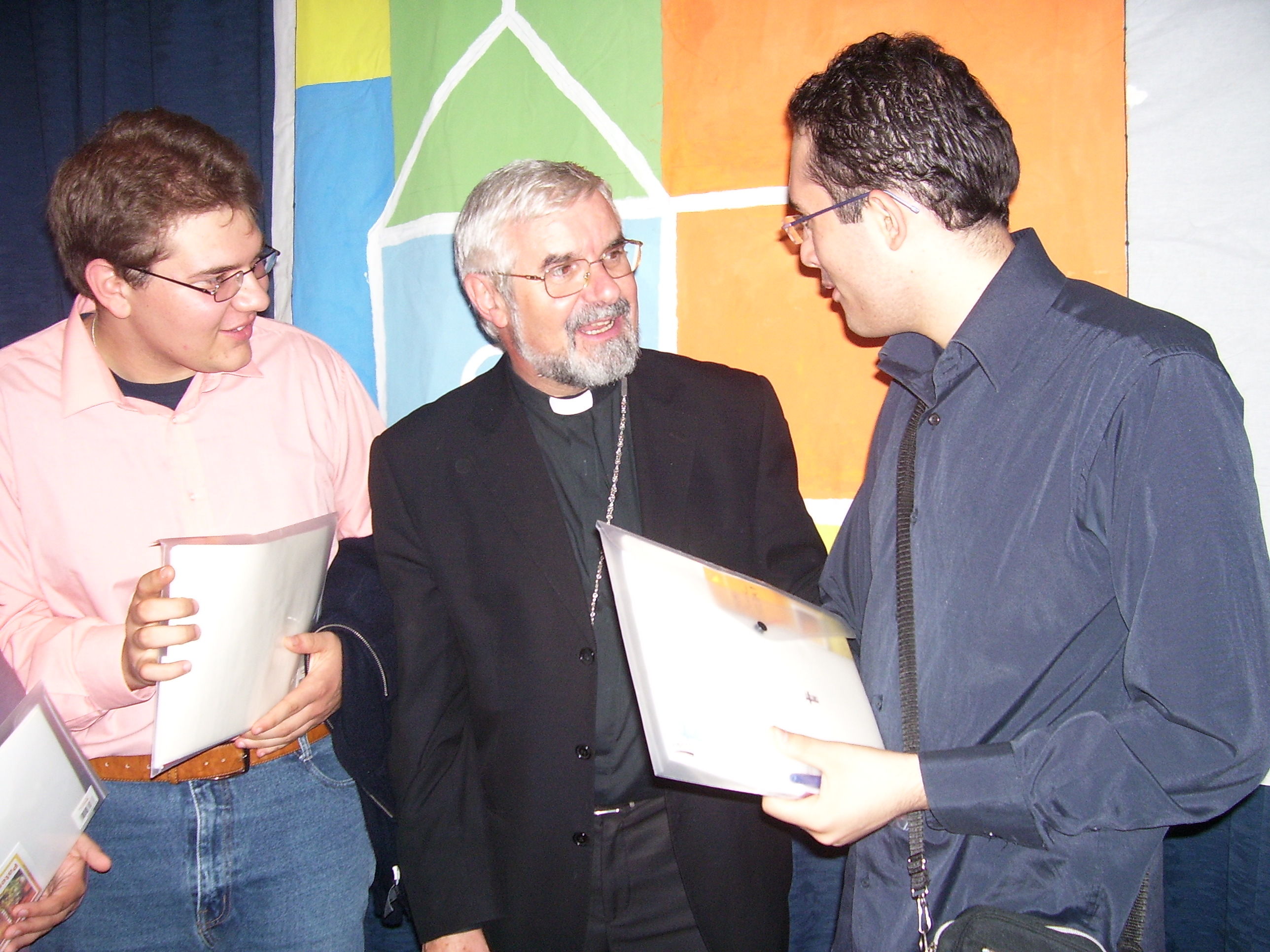
aartsbisschop Giancarlo Maria Bregantini (midden)